# 在日俄羅斯人
在日俄罗斯人始於1739年，史上第一批俄罗斯商人及东正教传教士抵达了千叶县的鸭川市。俄国十月革命后，大量的白俄难民来到日本，其中不少人成为了日本公民。冷战时期日本是苏联叛逃者去西方国家的管道之一，在此期间一些俄罗斯族精英留着日本。有研究证据称，日本人祖先就来自今天俄国的西伯利亚地区，尽管这种说法受到了质疑。截至2019年有9,109位俄罗斯公民在日本局住，而有超过5万名日本公民（绝大多数在北海道）拥有俄罗斯人血统。